# Fedón de Elis
Fedón de Elis (o Fedón; en griego: Φαίδων, gen.: Φαίδωνος) fue un filósofo griego originario de Elis,  activo en la primera parte del siglo IV a. C.

## Vida y obra

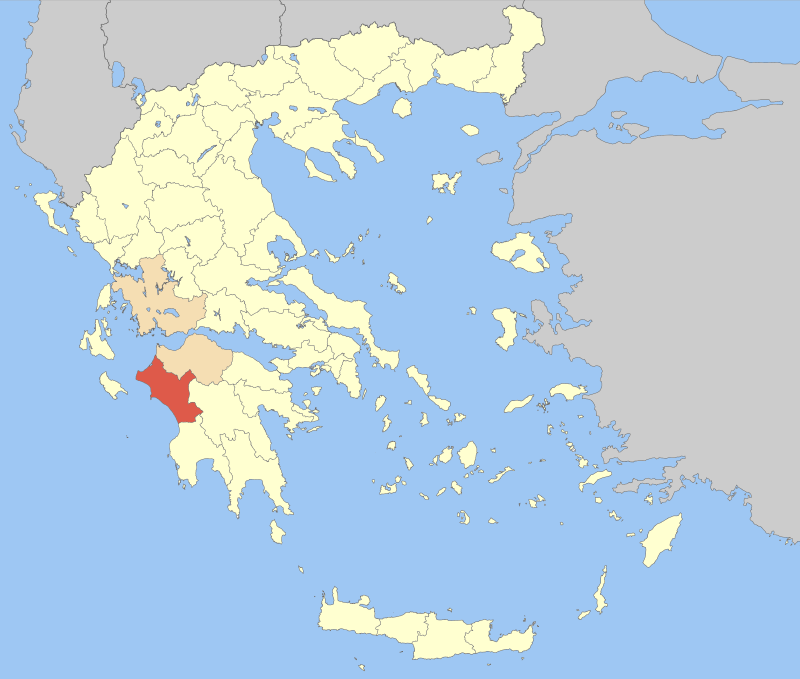
Región de Elis, en el Peloponeso.

Según Diógenes Laercio fue capturado y vendido como esclavo en una guerra. Luego entró en contacto con Sócrates en Atenas, quien lo pudo recibir gracias a la ayuda económica de Alcibíades o Critón, y lo puso en libertad. Desde entonces se dedicó a la filosofía y fue discípulo de su liberador. Estuvo presente en la muerte de Sócrates, y de él recibe su nombre el diálogo platónico que relata este suceso: Fedón. Luego de retornar a Elis, fundó una escuela de filosofía, luego trasladada a Eretria por su discípulo y sucesor Menedemo. La antigüedad le atribuyó dos diálogos: Zapiro y Simón, que se han perdido.

## Doctrina
No es fácil conocer la doctrina de este autor, de quien solo se conservan fragmentos o resúmenes recogidos por la antigüedad. Según algunos, sería un erista, amante de las discusiones (cf. Diógenes Laercio II,107). Según otros, habría sido un filósofo interesado, como Sócrates, en la temática ética (cf. Temistio, Orationes XXXIV,5).